# 唐西生
唐西生（1938年1月20日—），江苏省宜兴市和桥镇人，核技术应用专家，中国工程院院士，中国人民解放军火箭军研究院研究员。

## 履历
1961年，毕业于北京航空学院。1997年，当选中国工程院院士。

## 家庭
- 儿子：唐立，2017年，当选中国工程院能源与矿业工程学部院士。[3]